# Llista de les Nacions Unides de territoris no autònoms

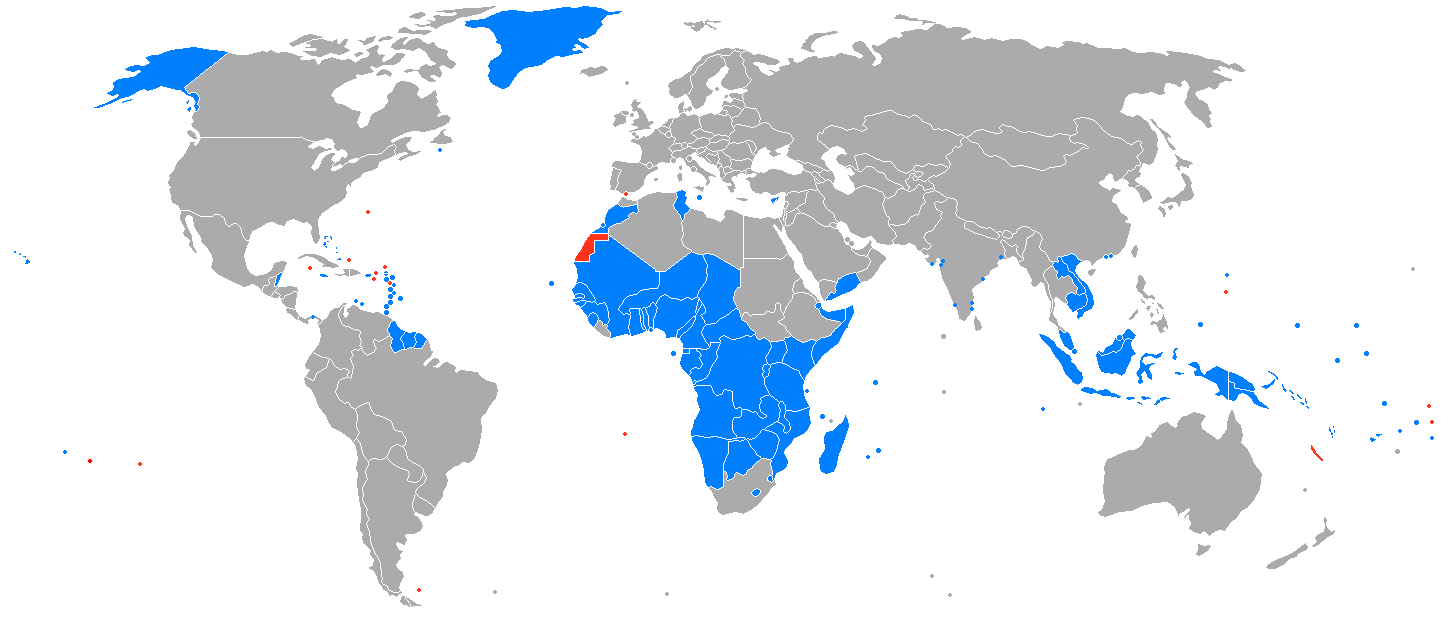
Mapa amb els territoris no autònoms passats (en blau) i actuals (en vermell)

Un territori no autònom és un territori dependent que, per mandat de l'Organització de les Nacions Unides (ONU), ha de ser objecte d'un procés de descolonització.
El 1945, quan es va fundar l'Organització de Nacions Unides, existien més de 80 territoris no autònoms, en els quals vivien 750 milions de persones, la qual cosa representava una tercera part de la humanitat.
El Comitè Especial de Descolonització o Comitè Especial dels 24 de l'ONU és un organisme creat el 1961 i encarregat de controlar i impulsar el procés de descolonització dels territoris no autònoms sota administració de potències colonials, amb la finalitat de posar fi al colonialisme.
El 2015 hi havia encara 17 territoris en la llista de territoris no autònoms pendents de ser descolonitzats.

## Àfrica
- Sàhara Occidental

## Amèrica
- Anguilla
- Bermudes
- Illes Caiman
- Illes Malvines
- Illes Turks i Caicos
- Illes Verges Britàniques
- Illes Verges Nord-americanes
- Montserrat
- Santa Helena

## Europa
- Gibraltar

## Oceania
- Guam
- Nova Caledònia
- Pitcairn
- Samoa Americana
- Tokelau
- Polinèsia Francesa